# وقواق هندي
وقواق هندي (الاسم العلمي: Cuculus micropterus) (بالإنجليزية: Indian Cuckoo)‏ هو نوع من الطيور يتبع جنس الوقواق من فصيلة طيور الوقواق.